# Auguste Stéphane
Auguste Stéphane, eigentlich Jean Auguste Étienne (* 9. Februar 1863 in Metz; † 12. Februar 1947 in Publier) war ein französischer Radsportler.
Auguste Stéphane war von 1891 bis 1901 als Radsportler aktiv. 1892 gewann er die zweite Austragung des Rennens Bordeaux–Paris, das über 600 Kilometer führte. Im Jahr darauf belegte er bei diesem Rennen Platz zwei hinter Louis Cottereau und gewann Basel–Straßburg. 1894 entschied er Paris–Spa für sich und 1897 Toulouse–Agen–Toulouse, das er gemeinsam mit Jean Bertin bestritt. Bei der dritten Austragung von Paris–Roubaix im Jahre 1898 belegte er Platz zwei hinter Maurice Garin.
Am 6. und 7. Januar 1894 lieferte sich Stéphane mit dem Fahrer Jean-Marie Corre ein Match über 1000 Kilometer im Vélodrome d’Hiver in Paris, das er mit einer Zeit von 39 Stunden, 28 Minuten und acht Sekunden für sich entschied. Das Rennen sei nicht „sonderlich interessant“ gewesen, so die niederländische Zeitschrift De Kampioen, da man von Beginn an habe erkennen können, dass Stéphane der stärkere Fahrer der beiden sei.